# Radomyśl n/Sanem (gromada)
Radomyśl n/Sanem (alt. Radomyśl n. Sanem lub Radomyśl nad Sanem) – dawna gromada, czyli najmniejsza jednostka podziału terytorialnego Polskiej Rzeczypospolitej Ludowej w latach 1954–1972.
Gromady, z gromadzkimi radami narodowymi (GRN) jako organami władzy najniższego stopnia na wsi, funkcjonowały od reformy reorganizującej administrację wiejską przeprowadzonej jesienią 1954 do momentu ich zniesienia z dniem 1 stycznia 1973, tym samym wypierając organizację gminną w latach 1954–1972.
Gromadę Radomyśl n/Sanem z siedzibą GRN w Radomyślu n/Sanem utworzono – jako jedną z 8759 gromad na obszarze Polski – w powiecie tarnobrzeskim w woj. rzeszowskim na mocy uchwały nr 34/54 WRN w Rzeszowie z dnia 5 października 1954. W skład jednostki weszły obszary dotychczasowych gromad Radomyśl n/Sanem, Nowiny i Żabno ze zniesionej gminy Radomyśl n/Sanem w tymże powiecie. Dla gromady ustalono 21 członków gromadzkiej rady narodowej.
30 czerwca 1960 do gromady Radomyśl n/Sanem włączono wieś Wola Rzeczycka ze zniesionej gromady Wola Rzeczycka w tymże powiecie.
1 stycznia 1969 do gromady Radomyśl n/S. włączono wsie Dąbrowa Rzeczycka i Kępa Rzeczycka ze zniesionej gromady Rzeczyca Długa w tymże powiecie.
31 grudnia 1969 do gromady Radomyśl n/Sanem włączono wieś Rzeczyca Okrągła z gromady Charzewice w tymże powiecie.
Gromada przetrwała do końca 1972 roku, czyli do kolejnej reformy gminnej. 1 stycznia 1973 w powiecie tarnobrzeskim reaktywowano gminę Radomyśl (od 2002 zmiana nazwy na gmina Radomyśl nad Sanem; od 1999 gmina znajduje się w powiecie stalowowolskim).